# Вошерія прибережна
Вошерія прибережна (Vaucheria litorea) — це вид жовто-зелених водоростей (Xanthophyceae), темно-зеленого кольору з ниткувато-дводомною формою. V. litorea є звичайним приливним видом прибережних солонуватих вод і солончаків Північної Атлантики, уздовж узбережжя Європи, Північної Америки та Нової Зеландії. В Україні занесена до Червоної книги. Встановлено, що ця водорість здатна переносити великий діапазон солоності, що робить її евригалінним видом.  

## Опис
Темно-зелена дводомна нитчаста водорість формує пухкі переплетені пучки або щільні дернинки, прикріплюючись до субстрату за допомогою розгалужених ризоїдів. Нитки мають товщину 70-95 мкм, дихотомічно розгалужені, без поперечних клітинних перегородок, багатоядерні, з пристінною цитоплазмою і великою центральною вакуолею.
V. litorea належить до Stramenopiles, групи, яка включає червоні водорості з вторинно похідними пластидами . Хлоропласти V. litorea жовто-зелені, дископодібні, дрібні і не містять піреноїдів розташовані в один або кілька рядів у пристінному шарі цитоплазми. Вони також містять фотосинтетичні пігменти: хлорофіл а, хлорофіл с, β-каротин і каротиноїд діадіноксантин.
Розмножується вегетативно (регенерацією частин нитки), нестатево (великі багатоядерні синзооспори з численними парами неоднакових джгутиків) та статево (запліднення нерухомої яйцеклітини рухливим різноджгутиковим антерозоїдом). Оогонії булавоподібної форми, розміщені на верхівках зігнутих гілочок, мають довжину 300-400 мкм та ширину 200 мкм, відокремлені від головної нитки порожньою клітиною. Антеридії циліндричні, розташовані на кінцях гілочок, мають 2-4 короткі вирости на боках і порожню клітину біля основи. Ооспори майже кулясті, діаметром 180-250 мкм, розташовані у верхній частині оогонія.

## Червона книга України
- Наукове значення: Бореальний вид із диз’юнктивним ареалом, що скорочується.
- Природоохоронний статус виду: Рідкісний
- Поширення в Україні: Причорноморський локалітет: Одеська обл., Тузлівська група лиманів, Чорноморське узбережжя Гірського Криму. Адміністративні регіони: Одеса, Крим.
- Чисельність та структура популяції: Локально, невеличкими дернинками чи в пучках.
- Причини зміни чисельності: Антропогенний вплив, зокрема рекреаційне навантаження.
- Умови зростання: Трапляється у солоних лиманах, на літоралі морського узбережжя, максимальний розвиток восени, взимку та навесні.
- Режим збереження популяцій та заходи з охорони: Зменшення рекреаційного впливу у межах водойм, де виявлено вид.
- Господарське та комерційне значення: Сприяє закріпленню прибережних пісків та формуванню оксамитового жовто-зеленого їх покриву.[3][2]

## Пластидний геном V. litorea
Геном пластид V. litorea не містить повного набору компонентів для жодного з чотирьох багатосубодиничних комплексів електронно-транспортного ланцюга фотосинтезу (включаючи фотосистеми I (PSI) і II (PSII), комплекс цитохрому b6/f і АТФ-синтазу) та редуктивного пентозофосфатного шляху (RPPP або цикл Кальвіна-Бенсона). Відсутні важливі гени електронно-транспортного ланцюга, що локалізуються в тилакоїдах, такі як ті, що кодують пігмент-білкові комплекси світлозбирального комплексу PSI та PSII, стабілізувальний білок Mn PSII та редокс-регульовану γ-субодиницю АТФ-синтази. Фермент RPPP, закодований у пластиді, обмежується карбоксилуючим ферментом рибулозо-1,5-бісфосфат карбоксилази/оксигенази (RuBisCO). На відміну від рослин та зелених водоростей, у V. litorea обидві субодиниці RuBisCO кодуються пластидним геномом.

## Екологія
V. litorea є фотобіонтом (фотосинтетичним симбіонтом). Її споживає морський слимак Elysia chlorotica, який частково перетравлює водорість, зберігаючи хлоропласти в процесі клептопластії (утримання пластидів). Ці хлоропласти продовжують фотосинтезувати, забезпечуючи слимаків енергією та сприяючи його незвичайному забарвленню. Кожне покоління слимаків отримує фотосинтетичних симбіонтів з навколишнього середовища, оскільки без них слимак не може завершити метаморфоз та стати дорослим. Отже, личинки слимака потребують ниток V. litorea для метаморфозу, а дорослі особини — для поглинання і збереження хлоропластів у клітинах травного тракту.
Внаслідок вторинної еволюції пластид, Хлоропласти V. litorea оточені чотирма мембранами, але в морському слимаку спостерігаються лише дві внутрішні мембрани. За гіпотезою передбачається, що еволюція клептопластії в E. chlorotica подібна до інших фотосинтетичних організмів, що виникли через ендосимбіоз та потенційне горизонтальне перенесення генів (HGT). Активність клептопластів залишається помітною навіть після десяти місяців без водорості.
Фосфорибулокіназа (PRK), закодована у пластидах V. litorea, каталізує незворотну реакцію, яка генерує субстрат рибулозо-1,5-бісфосфат (RuBP) для фіксації CO2, залежної від RuBisCO, підтримуючи цикл Кальвіна. Щоб підтримувати активність цього ферменту, PRK повинен синтезуватися заново та імпортуватися з цитозолю. PRK викликає інтерес через свої складні регуляторні властивості, регуляція яких охарактеризована лише в декількох Stramenopiles, включаючи діатомові та рафідофіти.
Припускається, що темнова інактивація циклу Кальвіна та PRK у пластидах V. litorea запобігає марному циклу та підтримує біосинтез жирних кислот та інших вуглецевих субстратів. Довгострокова життєздатність симбіотичного зв'язку між V. litorea та E. chlorotica вимагає наявності гена PRK, який, як вважається, може бути отриманий через горизонтальне перенесення генів (HGT). Однак, було показано, що ознаки HGT між V. litorea та E. chlorotica відсутні.
Унікальні позиції трьох з чотирьох інтронів у гені PRK V. litorea, де третій інтрон знаходиться в гомологічній позиції з консервативним інтроном у зелених водоростей та гаптофітів, надають додаткові докази походження цього гена від зелених водоростей у V. litorea та інших хромальвеолатів.

## Охорона
Вошерія прибережна занесена до Червоної книги України (охоронна категорія: рідкісний вид), а також до Червоної книги Чорного моря.